# Jaydon Banel
Jaydon Amauri Banel (Amsterdam, 19 ottobre 2004) è un calciatore olandese, attaccante del Burnley.

## Carriera

### Club
Nato ad Amsterdam, Van Axel Dongen ha giocato a calcio con Zeeburgia prima di entrare nel settore giovanile dell'Ajax nel 2012. Il 3 giugno 2022 ha firmato il suo primo contratto professionistico con il club ed il 30 novembre 2023 ha debuttato in prima squadra nell'incontro di UEFA Europa League perso 4-3 contro l'Olympique Marsiglia.

### Nazionale
Ha giocato nelle nazionali giovanili olandesi Under-18, Under-19 ed Under-20.

## Statistiche

### Presenze e reti nei club
Statistiche aggiornate al 25 gennaio 2024.
| Stagione        | Squadra         | Campionato      | Campionato | Campionato | Coppe nazionali | Coppe nazionali | Coppe nazionali | Coppe continentali | Coppe continentali | Coppe continentali | Altre coppe | Altre coppe | Altre coppe | Totale | Totale | Totale |
| Stagione        | Squadra         | Comp            | Pres       | Reti       | Comp            | Pres            | Reti            | Comp               | Pres               | Reti               | Comp        | Pres        | Reti        | Pres   | Reti   |        |
| --------------- | --------------- | --------------- | ---------- | ---------- | --------------- | --------------- | --------------- | ------------------ | ------------------ | ------------------ | ----------- | ----------- | ----------- | ------ | ------ | ------ |
| 2021-2022       | Jong Ajax       | 1D              | 8          | 0          |                 | -               | -               |                    | -                  | -                  |             | -           | -           | 8      | 0      |        |
| 2022-2023       | Jong Ajax       | 1D              | 26         | 3          |                 | -               | -               |                    | -                  | -                  |             | -           | -           | 26     | 3      |        |
| 2023-2024       | Jong Ajax       | 1D              | 22         | 3          |                 | -               | -               |                    | -                  | -                  |             | -           | -           | 22     | 3      |        |
| 2023-2024       | Ajax            | ED              | 4          | 0          | CO              | 0               | 0               | UEL                | 1                  | 0                  |             | -           | -           | 5      | 0      |        |
| Totale carriera | Totale carriera | Totale carriera | 60         | 6          |                 | 0               | 0               |                    | 1                  | 0                  |             | -           | -           | 61     | 6      |        |